# 即墨站
即墨站是胶济线的一座铁路车站，原名南泉站，位于青岛市即墨区蓝村街道南泉中心社区，建于1901年，1990年12月30日改为现名，目前为四等站，邮政编码为266231。车站位于胶济线K42+544处，于1899年10月开始修建，1901年3月投入使用，1901年5月25日正式营业。现不再办理客运业务。本站设有通往中车青岛四方机车车辆厂区的专用线。